# SN 2009ib
SN 2009ib – supernowa typu II-P odkryta 6 sierpnia 2009 roku w galaktyce NGC 1559. W momencie odkrycia miała maksymalną jasność 14,70m.